# (359) Georgia
(359) Georgia es un asteroide perteneciente al cinturón de asteroides descubierto el 10 de marzo de 1893 por Auguste Honoré Charlois desde el observatorio de Niza, Francia.
Está nombrado en honor de Jorge II de Gran Bretaña (1683-1760).